# Hanna Belmonte
Hanna Belmonte (Amsterdam, 2 april 1800 - Amsterdam, 26 november 1867) was getrouwd met de dichter Isaäc da Costa. Ze verkeerde in de kringen van Het Réveil en ze is bekend van het dagboek dat ze jarenlang heeft bijgehouden.